# Matías Kruger
Matías Kruger (Buenos Aires, Argentina, 27 de marzo de 1992 - Buenos Aires, 7 de diciembre de 2016), fue un jugador de fútbol sala argentino. Jugaba de ala-pívot y su último equipo fue Boca Juniors en el Campeonato de Futsal AFA.

## Trayectoria
Kruger formó parte del plantel de la Selección de fútbol sala de Argentina que conquistó el campeonato mundial en 2016.
A su vez, Matías era operario del subterráneo de Buenos Aires, trabajo en el que perdió la vida el 7 de diciembre de 2016 por la madrugada, en un accidente eléctrico en los talleres de la línea H.

## Palmarés

### Campeonatos internacionales
| Título                      | Club                | País     | Año  |
| --------------------------- | ------------------- | -------- | ---- |
| Copa América de fútbol sala | Selección Argentina | Ecuador  | 2015 |
| Copa Mundial de fútbol sala | Selección Argentina | Colombia | 2016 |